# Lista de extremos do Ceará
Esta é a lista dos extremos do Ceará, sendo os mesmos de caráter geográfico e demográfico.

## Geográfico

### Pontos extremos
- Norte: Jijoca de Jericoacoara,[1]
- Sul: Penaforte,[2]
- Leste: Icapuí,[3]
- Oeste: Granja,[4]

### Altitude
- Pico da Serra Branca - 1.154,56 m [5]

## Demográficos
- Município mais populoso: Fortaleza com 2.428.678 habitantes (2020),[6]

- Município menos populoso: Granjeiro com 4.841 habitantes (2020),[7][8]